# Mystic River
Mystic River è un thriller del 2003 diretto da Clint Eastwood, tratto dal romanzo La morte non dimentica di Dennis Lehane e interpretato da Sean Penn, Kevin Bacon e Tim Robbins. Intenso dramma che scosse critica e pubblico al tempo della sua uscita, tratta il delicato tema della pedofilia, e di come essa segni profondamente e influisca anche su tutto il resto della vita della vittima.
Presentato in concorso al 56º Festival di Cannes senza ottenere tuttavia alcun riconoscimento (il film non fu affatto apprezzato in Francia), in compenso vinse due premi Oscar (miglior attore protagonista a Sean Penn e miglior attore non protagonista a Tim Robbins) e due Golden Globe (miglior attore in un film drammatico a Sean Penn e miglior attore non protagonista a Tim Robbins).

## Trama
Boston, 1975. Tre ragazzini, Sean, Jimmy e Dave, giocano a hockey in-line per strada, poi si mettono a scrivere i loro nomi nel cemento fresco di un marciapiede. Tuttavia, all'improvviso la loro vita cambia per sempre: una macchina si avvicina a loro e da essa esce un uomo, apparentemente poliziotto, che li sgrida per la loro condotta e intima a Dave di salire in auto (in cui è presente, sul sedile anteriore, un sacerdote) così da riaccompagnarlo a casa. Il giovane sparirà per quattro lunghi giorni; nessuno, a parte lui, sa veramente cosa gli sia successo.
La storia riprende venticinque anni più tardi. Jimmy è un commerciante, ex carcerato e vedovo, attualmente sposato con Annabeth e che ha avuto una figlia dal precedente matrimonio, Katie, e una dal successivo, Nadine; Dave, divenuto operaio, è il marito di Celeste, cugina di Annabeth, e il padre del piccolo Michael; Sean, integerrimo poliziotto della Massachusetts State Police, è stato abbandonato dalla consorte incinta Lauren.
I tre amici vengono riuniti da un nuovo dolore: la telefonata di due ragazzini non identificati porta al ritrovamento prima di un'auto insanguinata e poi del corpo di Katie in un parco della città. Sean è incaricato delle indagini insieme al saggio sergente Whitey Powers. La sera dell'omicidio Dave, che abita nello stesso quartiere di Jimmy, è rientrato a casa tutto coperto di sangue, ferito a una mano e alla pancia. Ha raccontato a sua moglie Celeste che un ladro lo aveva aspettato nel parcheggio e, al rifiuto nel dargli i soldi, ne era nata una colluttazione in cui forse il malvivente era rimasto ucciso.
Per l'omicidio di Katie non ci sono sospettati e nemmeno un movente; l'indagine è complessa, ma vecchi scheletri nell'armadio riappaiono all'improvviso. Si scopre che Katie preparava una fuga per Las Vegas insieme al suo fidanzato segreto, Brendan. Questi è apparentemente orfano di padre, compare sempre accompagnato da Silent Ray, fratello sordomuto, e verso di lui Jimmy ha una profonda avversione. Mentre il ragazzo viene comunque scagionato dopo essere stato sottoposto alla macchina della verità, Jimmy rispolvera il suo turbolento passato criminale e svolge indagini parallele con l'aiuto dei loschi fratelli Savage, terrorizzando il quartiere. 
Una storia parallela è quella di Dave e Celeste: quest'ultima trascorre molto tempo a leggere i quotidiani, cercando invano articoli che parlino di quanto raccontato dal marito, ma in realtà è sempre più convinta che Katie sia stata uccisa da lui. Ad alimentare i sospetti su Dave vi sono le sue versioni discordanti addotte per spiegare le ferite: alla moglie racconta di essere stato colpito da un ladro, a Jimmy spiega di essersi ferito mentre scaricava un divano, a Sean e Whitey dice che gli è finita la mano dentro un tritarifiuti.
Si scopre che il colpo letale che ha ucciso Katie è stato sparato da una pistola usata molti anni prima in una sparatoria dal padre di Brendan, Ray Harris, noto per essere stato un malavitoso del quartiere in contatto con Jimmy e attualmente sparito nel nulla. Il ragazzo dichiara, mentendo, di non conoscere niente circa tale arma. Un altro passo avanti nelle indagini è che sul sedile anteriore dell'auto di Dave viene trovato del sangue corrispondente al suo gruppo sanguigno, mentre nel bagagliaio ne è rinvenuto molto di più e dello stesso gruppo sanguigno di Katie. Così, se Brendan resta il primo sospettato di Sean, Whitey si rivela invece convinto della colpevolezza di Dave vedendo il delitto della ragazza come una conseguenza del trauma psicologico derivatogli dal rapimento subito da piccolo; Celeste, a cui il marito confessa che quando fu sequestrato da quegli uomini poi loro abusarono di lui per giorni, è spaventata dal suo atteggiamento, divenuto aggressivo, e decide di fuggire con il figlio Michael per dormire in un motel: l'indomani si reca poi da Jimmy a raccontargli cos'è successo la notte dell'omicidio di Katie e del racconto che non regge, confessando di esser convinta che Dave sia l'assassino.
Sean e Whitey ascoltano per la prima volta la registrazione della chiamata effettuata da due ragazzini la notte dell'omicidio e dalle parole capiscono che i due conoscevano Katie e che sono implicati nell'omicidio; corrono quindi da Brendan. Contemporaneamente, i fratelli Savage fanno ubriacare Dave e quando arriva Jimmy lo portano sulla costa del fiume Mystic; qui il discorso finisce su Katie e alla domanda fatidica se Dave abbia ucciso o no la ragazza, e l'uomo racconta cosa sia successo davvero quella sera: dopo essere uscito dal locale aveva scorso in una macchina un uomo che stava abusando sessualmente di un ragazzino e, nel rivedere quella scena, gli erano tornati in mente i suoi aguzzini pedofili. In preda alla furia aveva aperto la portiera dell'auto, spingendo alla fuga il ragazzo mentre lui uccideva a pugni il violentatore, per poi portarlo in auto nella foresta. Attualmente, però, nessun corpo è stato trovato a riguardo. Non fidandosi più di Dave, Jimmy lo invita a confessare l'omicidio di Katie giurandogli che comunque non gli farà mai del male. Dave, impaurito, sceglie di addossarsi l'omicidio per avere salva la vita, ma il suo vecchio amico lo accoltella ugualmente e, dopo avergli sparato, lo getta nel fiume. La stessa sorte era toccata a Ray Harris, su cui Jimmy si era vendicato perché era stato in galera al posto suo non potendo così accudire la moglie malata.
Nel frattempo, Brendan trova la fondina vuota della pistola del padre e capisce che è stato Silent Ray, con l'aiuto del suo amichetto John, ad uccidere Katie. Quando i due rientrano a casa Brendan li assale ma John gli punta contro l'arma. Tuttavia, Sean e Whitey arrivano in tempo e lo disarmano.
La mattina seguente viene denunciata da Celeste la scomparsa di Dave, e Sean va a parlare con Jimmy per annunciargli la fine del caso: gli assassini sono Silent Ray e John che hanno confessato poche ore dopo l'arresto. La loro intenzione era di spaventare Katie simulando una rapina per puro divertimento ma, dopo aver sparato involontariamente, erano stati presi dal panico e avevano ucciso la ragazza per farla tacere in quanto spaventata. Dave è invece ricercato a causa del cadavere di un pedofilo trovato nella foresta. Jimmy non regge al duro colpo e si rende conto che, se solo il caso fosse stato risolto prima, probabilmente sarebbe stata salvata la vita del suo vecchio amico. Sean, realizzando l'accaduto, gli confida infine di pensare, a volte, che in quella macchina non ci sia salito solamente Dave ma tutti e tre, poiché da quel momento la loro vita è cambiata per sempre. Poco dopo il poliziotto riceve una telefonata da Lauren che gli dice di voler tornare da lui.
Jimmy confessa alla moglie Annabeth cos'abbia fatto a Dave e lei lo supporta ad andare avanti. Durante la parata del quartiere, una confusa Celeste si aggira tra la folla e, quando passa il carro con sopra i bambini, cerca di chiamare Michael, che, con aria affranta, sembra essere triste non vedendo il suo papà tra la folla. Anche Sean e Jimmy assistono con le rispettive famiglie all'evento, poi si lanciano un gesto che sembra indicare un possibile proseguimento della vicenda.
Il film si chiude con la vista dei nomi che Sean, Jimmy e Dave avevano inciso sul marciapiede decenni prima e successivamente del famigerato Mystic River.

## Produzione

### Cast
Inizialmente per il ruolo di Sean Devine era stato scelto l'attore Michael Keaton, ma dovette rinunciare per divergenze con la produzione. La parte fu quindi assegnata alla seconda scelta, Kevin Bacon. Anche il ruolo del collega sergente Withey Powers, prima di Laurence Fishburne, era stato offerto a Forest Whitaker, che però vi rinunciò poiché già impegnato nelle riprese di Panic Room, di David Fincher.

### Riprese
Le riprese del film si svolsero dal 26 settembre al 17 novembre del 2002, interamente a Boston e dintorni.

## Distribuzione
La pellicola, dopo la proiezione a Cannes del 23 maggio 2003, uscì nelle sale cinematografiche degli Stati Uniti l'8 ottobre 2003, mentre in Italia dal 24 ottobre successivo, e fu un successo ovunque.

## Accoglienza

### Incassi
Con un budget di 30 milioni di dollari, il film ne guadagnò circa 90 milioni solo negli Stati Uniti, e altri 66 milioni e mezzo all'estero, risultando un grande successo al botteghino, con un incasso complessivo di ben 156 milioni e mezzo.

### Critica
La pellicola è stata anche ben accolta dalla critica, che lodò in particolare la prestazione di Sean Penn e la regia di Clint Eastwood, definita dal The Sun come "un capolavoro inquietante e probabilmente la miglior regia di Eastwood fino ad oggi". Il film ha vinto due premi Oscar (miglior attore protagonista e miglior attore non protagonista) e due Golden Globe (miglior attore in un film drammatico e miglior attore non protagonista).

## Riconoscimenti
- 2004 - Premio Oscar
  - Miglior attore protagonista a Sean Penn
  - Miglior attore non protagonista a Tim Robbins
  - Candidatura Miglior film a Clint Eastwood, Judie Hoyt e Robert Lorenz
  - Candidatura Migliore regia a Clint Eastwood
  - Candidatura Miglior attrice non protagonista a Marcia Gay Harden
  - Candidatura Migliore sceneggiatura non originale a Brian Helgeland
- 2004 - Golden Globe
  - Miglior attore in un film drammatico a Sean Penn
  - Miglior attore non protagonista a Tim Robbins
  - Candidatura Miglior film drammatico
  - Candidatura Migliore regia a Clint Eastwood
  - Candidatura Migliore sceneggiatura a Brian Helgeland
- 2004 - Premio BAFTA
  - Candidatura Miglior attore protagonista a Sean Penn
  - Candidatura Miglior attore non protagonista a Tim Robbins
  - Candidatura Miglior attrice non protagonista a Laura Linney
  - Candidatura Migliore sceneggiatura non originale a Brian Helgeland
- 2004 - Kansas City Film Critics Circle Award
  - Miglior attore protagonista a Sean Penn
- 2003 - Boston Society of Film Critics Award
  - Miglior film
  - Miglior cast
  - Candidatura Miglior attore protagonista a Sean Penn
- 2004 - Broadcast Film Critics Association Award
  - Miglior attore protagonista a Sean Penn
  - Miglior attore non protagonista a Tim Robbins
- 2004 - Central Ohio Film Critics Association Award
  - Candidatura Miglior attore protagonista a Sean Penn
  - Candidatura Miglior attore non protagonista a Tim Robbins
  - Candidatura Miglior attrice non protagonista a Marcia Gay Harden
- 2004 - Chicago Film Critics Association Award
  - Miglior attore non protagonista a Tim Robbins
  - Candidatura Miglior film
  - Candidatura Migliore regia a Clint Eastwood
  - Candidatura Miglior attore protagonista a Sean Penn
  - Candidatura Miglior attrice non protagonista a Marcia Gay Harden
  - Candidatura Migliore sceneggiatura non originale a Brian Helgeland
- 2003 - Southeastern Film Critics Association Award
  - Miglior attore non protagonista a Tim Robbins
  - Migliore sceneggiatura non originale a Brian Helgeland
- 2004 - Las Vegas Film Critics Society Award
  - Miglior attore protagonista a Sean Penn
- 2004 - Los Angeles Film Critics Association Award
  - Candidatura Miglior attore protagonista a Sean Penn
- 2004 - Premio César
  - Miglior film straniero a Clint Eastwood
- 2004 - David di Donatello
  - Candidatura Miglior film straniero a Clint Eastwood
- 2004 - Ciak d'oro
  - Miglior film straniero
- 2003 - National Board of Review Award
  - Miglior film
  - Migliori dieci film
  - Miglior attore protagonista a Sean Penn
- 2003 - Festival di Cannes
  - Golden Coach a Clint Eastwood
  - Candidatura Palma d'Oro a Clint Eastwood
- 2003 - Las Vegas Film Critics Society Award
  - Miglior attore protagonista a Sean Penn
- 2004 - Screen Actors Guild Award
  - Miglior attore non protagonista a Tim Robbins
  - Candidatura Miglior cast
  - Candidatura Miglior attore protagonista a Sean Penn
- 2003 - Satellite Award
  - Miglior attore in un film drammatico a Sean Penn
  - Migliore sceneggiatura non originale a Brian Helgeland
  - Candidatura Miglior film drammatico
  - Candidatura Migliore regia a Clint Eastwood
  - Candidatura Miglior attrice non protagonista a Marcia Gay Harden
  - Candidatura Migliore fotografia a Tom Stern
  - Candidatura Miglior montaggio a Joel Cox
  - Candidatura Miglior sonoro a Alan Robert Murray, Bub Asman, Michael Semanick, Christopher Boyes e Gary Summers
- 2004 - Directors Guild of America
  - Candidatura DGA Award a Clint Eastwood
- 2005 - Awards of the Japanese Academy
  - Candidatura Miglior film straniero
- 2003 - European Film Award
  - Candidatura Screen International Award a Clint Eastwood
- 2004 - Writers Guild of America
  - Candidatura WGA Award a Brian Helgeland
- 2003 - New York Film Critics Circle Award
  - Candidatura Miglior attore protagonista a Sean Penn
- 2004 - American Cinema Editors
  - Candidatura Miglior montaggio a Joel Cox

- 2003 - AFI Award
  - Film AFI dell'anno
- 2004 - Argentinean Film Critics Association Award
  - Candidatura Miglior film straniero a Clint Eastwood
- 2004 - Art Directors Guild
  - Migliore scenografia a Henry Bumstead e Jack G. Taylor Jr.
- 2004 - American Screenwriters Association
  - Candidatura Migliore sceneggiatura a Brian Helgeland
- 2004 - Casting Society of America
  - Miglior casting a Phyllis Huffman e Carolyn Pickman
- 2004 - BET Award
  - Miglior attore a Laurence Fishburne
- 2004 - Bodil Award
  - Candidatura Miglior film a Clint Eastwood
- 2003 - Camerimage
  - Candidatura Rana d'Oro a Tom Stern
- 2004 - Australian Film Institute
  - Candidatura Miglior film straniero a Clint Eastwood, Judie Hoyt e Robert Lorenz
- 2005 - Blue Ribbon Award
  - Miglior film straniero a Clint Eastwood
- 2004 - Cinema Brazil Grand Prize
  - Candidatura Miglior film straniero
- 2004 - Cinema Writers Circle Award
  - Candidatura Miglior film straniero
- 2004 - Dallas-Fort Worth Film Critics Association Award
  - Miglior attore protagonista a Sean Penn
  - Candidatura Miglior film
  - Candidatura Miglior attore non protagonista a Tim Robbins
  - Candidatura Miglior attrice non protagonista a Marcia Gay Harden
- 2004 - Edgar Award
  - Candidatura Migliore sceneggiatura a Brian Helgeland e Dennis Lehane
- 2004 - Florida Film Critics Circle Award
  - Miglior attore protagonista a Sean Penn
  - Miglior attore non protagonista a Tim Robbins
- 2004 - Fotogramas de Plata
  - Miglior film straniero a Clint Eastwood
- 2004 - International Horror Guild
  - Candidatura Miglior film
- 2004 - Irish Film and Television Award
  - Candidatura Miglior film internazionale
  - Candidatura Miglior attore internazionale a Sean Penn
- 2005 - Kinema Junpo Award
  - Miglior film straniero a Clint Eastwood
- 2004 - London Critics Circle Film Award
  - Regista dell'anno a Clint Eastwood
  - Attore dell'anno a Sean Penn
- 2005 - Mainichi Film Concours
  - Miglior film straniero a Clint Eastwood
- 2004 - Motion Picture Sound Editors
  - Candidatura Miglior montaggio sonoro (Dialoghi ADR)
- 2004 - National Society of Film Critics Award
  - Migliore regia a Clint Eastwood
  - Candidatura Miglior film
  - Candidatura Miglior attore protagonista a Sean Penn
  - Candidatura Miglior attore non protagonista a Tim Robbins
  - Candidatura Migliore sceneggiatura non originale a Brian Helgeland
- 2004 - Online Film Critics Society Award
  - Candidatura Miglior film
  - Candidatura Migliore regia a Clint Eastwood
  - Candidatura Miglior attore protagonista a Sean Penn
  - Candidatura Miglior attore non protagonista a Tim Robbins
  - Candidatura Migliore sceneggiatura non originale a Brian Helgeland
- 2004 - PEN Center USA West Literary Award
  - Migliore sceneggiatura a Brian Helgeland
- 2004 - PGA Award
  - Candidatura Migliori produttori dell'anno a Clint Eastwood, Judie Hoyt e Robert Lorenz
- 2004 - Phoenix Film Critics Society Award
  - Candidatura Miglior attore non protagonista a Tim Robbins
- 2004 - Premio Robert
  - Candidatura Miglior film a Clint Eastwood
- 2004 - Sant Jordi Award
  - Miglior film straniero a Clint Eastwood
- 2003 - Seattle Film Critics Award
  - Miglior attrice non protagonista a Marcia Gay Harden
- 2004 - USC Scripter Award
  - Migliore sceneggiatura a Brian Helgeland e Dennis Lehane
- 2003 - Uruguayan Film Critics Association
  - Miglior film
- 2004 - Vancouver Film Critics Circle
  - Miglior attore protagonista a Sean Penn
- 2003 - Washington DC Area Film Critics Association Award
  - Migliore sceneggiatura non originale a Brian Helgeland
  - Candidatura Miglior film
  - Candidatura Miglior cast
  - Candidatura Migliore regia a Clint Eastwood
  - Candidatura Miglior attore protagonista a Sean Penn
  - Candidatura Miglior attore non protagonista a Tim Robbins